# 学芸大学駅
学芸大学駅（がくげいだいがくえき）は、東京都目黒区鷹番三丁目にある、東急電鉄東横線の駅である。駅番号はTY05。
駅名の由来となった東京学芸大学は1964年に小金井市へ移転しているが、東京学芸大学附属高等学校は当駅を最寄り駅として現存している。

## 歴史
- 1927年（昭和2年）8月28日 - 碑文谷駅として開業[3]。
- 1936年（昭和11年）4月1日 - 青山師範駅に改称[3]。
- 1943年（昭和18年）2月1日 - 第一師範駅に改称[5]。
- 1952年（昭和27年）7月1日 - 学芸大学駅に改称[3]。
- 1964年（昭和39年）6月 - 地下通路完成[3]。
- 1966年（昭和41年）9月20日 - 当駅を含む中目黒 - 都立大学駅間の立体交差工事に着手[6]。
- 1969年（昭和44年）8月8日 - 下り線を高架化[7]。
- 1970年（昭和45年）
  - 2月27日 - 上り線を高架化[8][注 1]。
  - 11月13日 - 当駅を含む中目黒 - 都立大学駅間の立体交差工事が完成[3][9]。工事延長は2,532 m、事業費は34億円、合計16か所の踏切が廃止された[6][9]。
- 1971年（昭和46年）2月20日 - 駅業務システムの自動化モデル駅として、祐天寺駅、桜木町駅と共に自動改札機を設置（5台）。自動券売機を磁気券化し、エンコード可能な定期券発行機を新設した。
- 2007年（平成19年）3月18日 - ICカード「PASMO」の利用が可能となる[10]。
- 2012年（平成24年）4月11日 - 商業施設「GAKUDAI KOUKASHITA」がオープン[11]。
- 2014年（平成26年）3月16日 - ホームドアの使用を開始[12]。

### 駅名・周辺地名

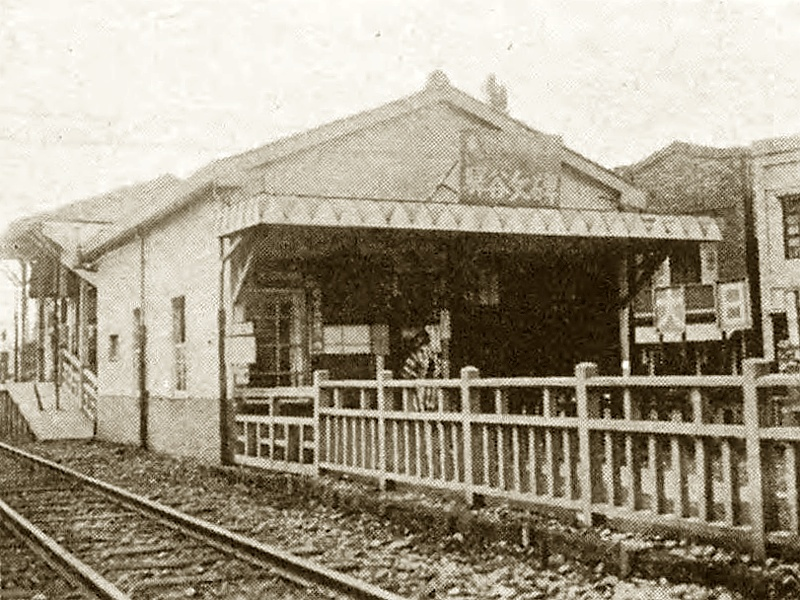
碑文谷駅（1932年）

開業時の駅名「碑文谷」（ひもんや）は現在の目黒区南部一帯の広域名称。荏原郡碑文谷村が1888年（明治21年）に衾村（ふすまむら。現在の目黒区環七通り以南）と合併して碑衾村（ひぶすまむら。1927年に町制を施行して碑衾町）となった際に大字となっていた。駅は碑衾村大字碑文谷字鷹番に設置されたので、大字を駅名として採用した。なお、字の「鷹番」は現在の駅所在地名となっている。
「碑文谷」の由来には諸説あるが、一説には鎌倉街道端にあった碑文を刻んだ石（碑文谷八幡宮に現存）に因むとされている。「鷹番」は江戸幕府が設置した目黒鷹場の鷹番屋敷が置かれていたことに因んでいる。
周辺の目黒区側には、五本木や三谷（さんや）、唐が崎（からがさき）（三谷と唐が崎は住居表示からは消滅）、そして世田谷区側には下馬、さらに野沢がある。
1936年（昭和11年）、それまで赤坂区青山北町（当時）にあった東京府青山師範学校の世田谷下馬町への移転・誘致に東京横浜電鉄が成功、その最寄り駅として「青山師範駅」に改称された。以後、同校の改称に伴って駅名も「第一師範駅」、さらに「学芸大学駅」へと変更された。東京学芸大学は1964年（昭和39年）に小金井市に移転した。
学芸大学移転後、大学受験生から「紛らわしい」という苦情が出るようになった。その後、1999年（平成11年）6月には、翌年の2000年（平成12年）の東横線複々線化および東急目蒲線の営団地下鉄南北線・都営地下鉄三田線乗り入れに伴う線名変更等に伴い、路線図を大幅に刷新することから、駅名変更についても検討されることとなった。周辺住民を対象にアンケートを取り、3分の2以上の賛成が得られれば改名を実施することになっていたが、過半数が反対との結果となり、見送ることとなった。

## 駅構造
島式ホーム1面2線を有する高架駅である。改札とホームを連絡するエレベーターとエスカレーターが設置されている。トイレは1階改札内にあり、乳幼児・オストメイト対応の多機能トイレを設置している。2013年3月16日から開始された東京メトロ副都心線との相互直通運転に備え、10両編成の急行列車が停車できるようにするため、ホーム有効長延伸工事が行われた。同時に耐震補強工事も施工された。2014年3月16日から、電車との接触防止や転落防止用のホームドアが運用開始された。
2012年4月11日、学芸大学東急ストアを含む商業施設「GAKUDAI KOUKASHITA」がグランドオープンし、東急ストアと「Gakudai-Yokocho 学大横丁」、「Gakudai-Ichiba 学大市場」、「Gakudai-Komichi 学大小路」が新たにオープンした。

### のりば
| 番線 | 路線   | 方向 | 行先                                   |
| ---- | ------ | ---- | -------------------------------------- |
| 1    | 東横線 | 下り | 横浜・元町・中華街・新横浜・二俣川方面 |
| 2    | 東横線 | 上り | 渋谷・池袋・川越市・所沢方面           |

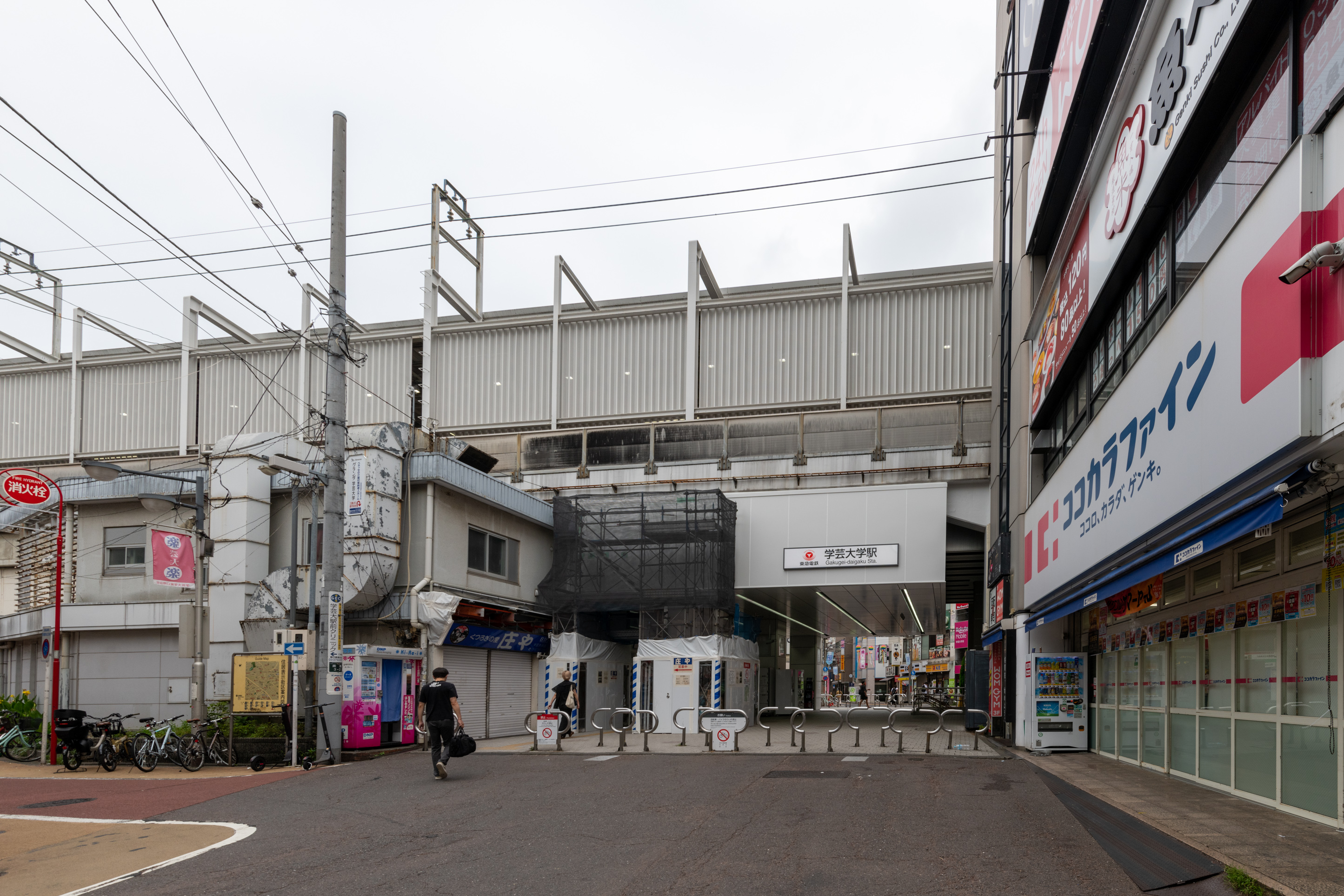
東口（2022年8月）
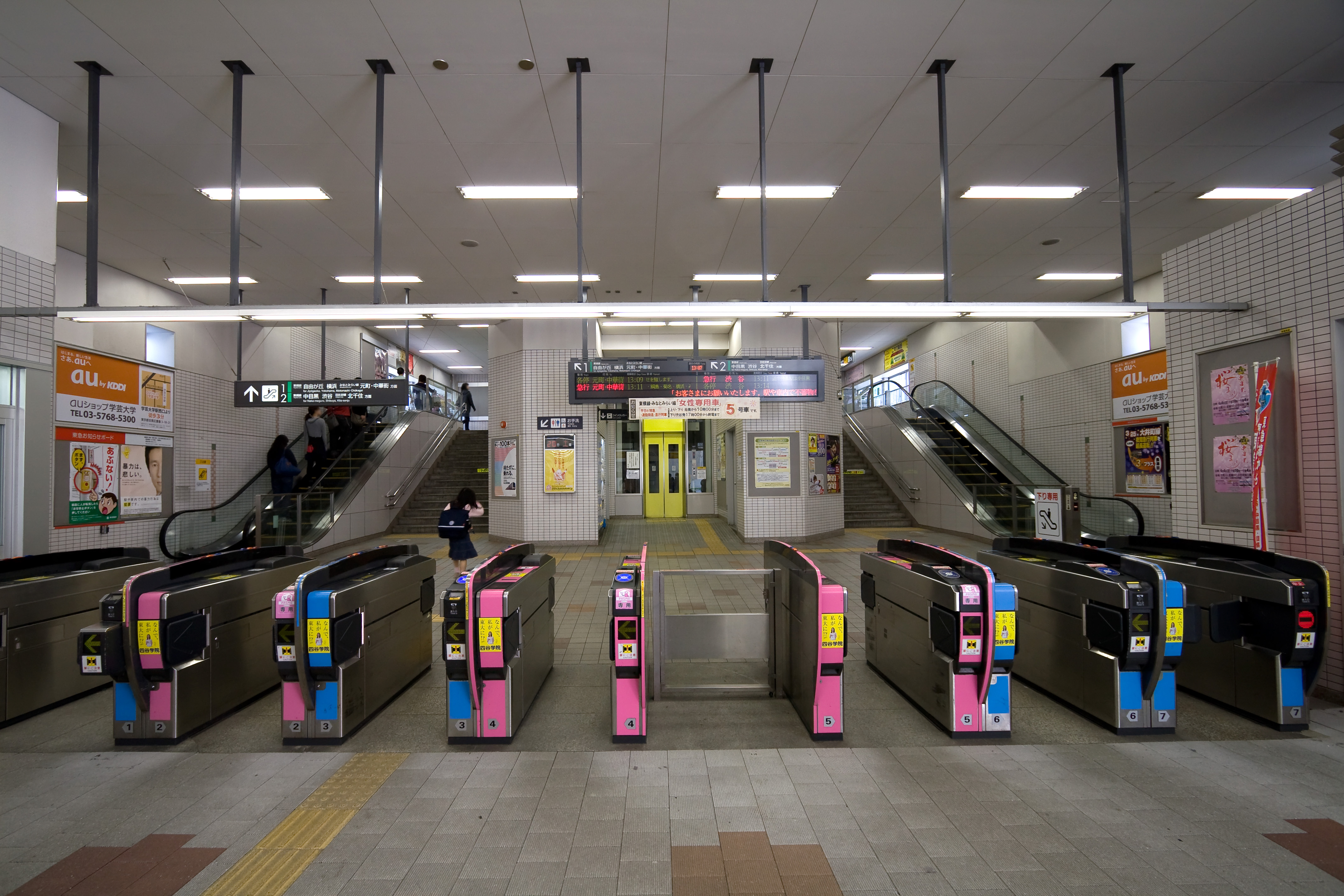
改札口（2009年3月）
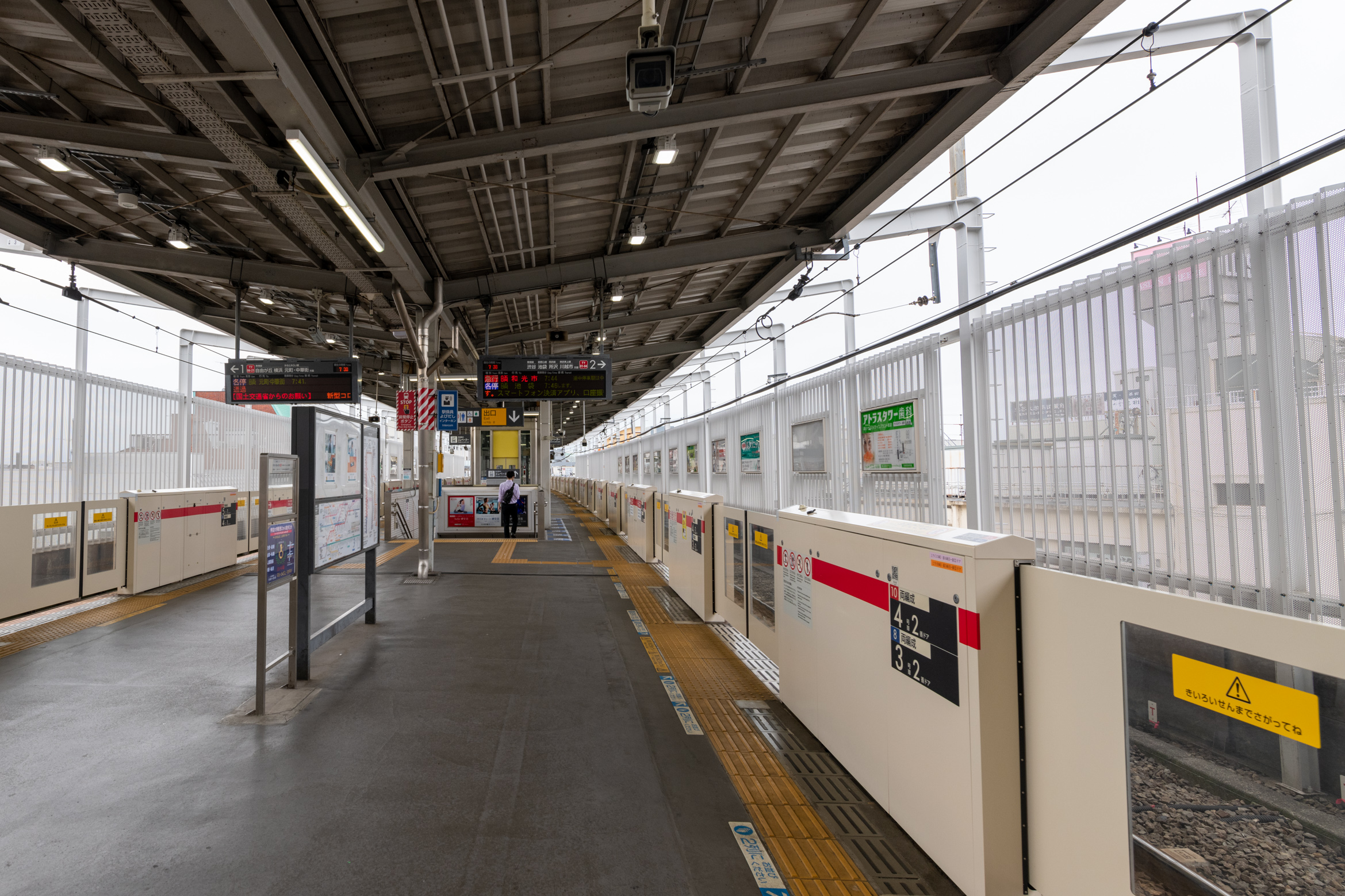
ホーム（2022年8月）

## 利用状況
2024年度の1日平均乗降人員は72,696人である。近年の1日平均乗降・乗車人員の推移は下表の通り。
| 年度               | 1日平均 乗降人員 | 1日平均 乗車人員 | 出典     |
| ------------------ | ---------------- | ---------------- | -------- |
| 1990年（平成02年） |                  | 36,918           | [ * 1 ]  |
| 1991年（平成03年） |                  | 37,014           | [ * 2 ]  |
| 1992年（平成04年） |                  | 36,227           | [ * 3 ]  |
| 1993年（平成05年） |                  | 35,545           | [ * 4 ]  |
| 1994年（平成06年） |                  | 35,290           | [ * 5 ]  |
| 1995年（平成07年） |                  | 35,202           | [ * 6 ]  |
| 1996年（平成08年） |                  | 35,167           | [ * 7 ]  |
| 1997年（平成09年） |                  | 34,584           | [ * 8 ]  |
| 1998年（平成10年） |                  | 33,110           | [ * 9 ]  |
| 1999年（平成11年） |                  | 33,033           | [ * 10 ] |
| 2000年（平成12年） |                  | 32,751           | [ * 11 ] |
| 2001年（平成13年） |                  | 32,823           | [ * 12 ] |
| 2002年（平成14年） |                  | 32,575           | [ * 13 ] |
| 2003年（平成15年） | 63,668           | 32,464           | [ * 14 ] |
| 2004年（平成16年） | 64,402           | 32,704           | [ * 15 ] |
| 2005年（平成17年） | 65,836           | 33,364           | [ * 16 ] |
| 2006年（平成18年） | 67,853           | 34,356           | [ * 17 ] |
| 2007年（平成19年） | 69,185           | 35,120           | [ * 18 ] |
| 2008年（平成20年） | 69,387           | 35,203           | [ * 19 ] |
| 2009年（平成21年） | 70,094           | 35,510           | [ * 20 ] |
| 2010年（平成22年） | 70,001           | 35,359           | [ * 21 ] |
| 2011年（平成23年） | 69,522           | 35,096           | [ * 22 ] |
| 2012年（平成24年） | 71,950           | 36,277           | [ * 23 ] |
| 2013年（平成25年） | 74,405           | 37,444           | [ * 24 ] |
| 2014年（平成26年） | 74,384           | 37,345           | [ * 25 ] |
| 2015年（平成27年） | 75,775           | 38,049           | [ * 26 ] |
| 2016年（平成28年） | 77,224           | 38,737           | [ * 27 ] |
| 2017年（平成29年） | 77,864           | 39,019           | [ * 28 ] |
| 2018年（平成30年） | 78,251           | 39,205           | [ * 29 ] |
| 2019年（令和元年） | 77,850           | 38,973           | [ * 30 ] |
| 2020年（令和02年） | 57,308           |                  |          |
| 2021年（令和03年） | 62,867           |                  |          |
| 2022年（令和04年） | 67,776           |                  |          |
| 2023年（令和05年） | 70,598           |                  |          |
| 2024年（令和06年） | 72,696           |                  |          |

## 駅周辺
- GAKUDAI KOUKASHITA
  - 学芸大学東急ストア - 2008年3月より改装のため旧店舗を閉鎖し、横浜側ガード下にて規模を大幅に縮小して営業していたが、2010年5月20日より改札前にリニューアルオープンした。
- 碑文谷公園[4]
- 東京学芸大学附属高等学校
- 東京地方裁判所 民事執行センター
- 目黒郵便局
  - ゆうちょ銀行 目黒店
- 駐日カメルーン共和国大使館
- 目黒星美学園小学校
- 目黒区役所 中央地区サービス事務所
- 目黒区立目黒本町図書館
- 目黒鷹番郵便局
- 学芸大学前郵便局
- 円融寺
- カトリック碑文谷教会（サレジオ教会）
- イオンスタイル碑文谷

### バス路線
- 学芸大学駅（東急バス）[21]
  - <反11> 世田谷区民会館行（野沢龍雲寺・上馬経由）／五反田駅行（清水庚申・武蔵小山駅経由）[21]
- 三谷（東急バス）[1]
  - <恵32> 用賀駅行（東京医療センター前経由）／恵比寿駅行（目黒区総合庁舎前経由）

## 隣の駅
東急電鉄
 東横線
■特急・□通勤特急
通過
■急行
中目黒駅 (TY03) - 学芸大学駅 (TY05) - 自由が丘駅 (TY07)
■各駅停車
祐天寺駅 (TY04) - 学芸大学駅 (TY05) - 都立大学駅 (TY06)